# Jeanette Kwakye
Jeanette Kwakye (Reino Unido, 20 de marzo de 1983) es una atleta británica especializada en la prueba de 60 m, en la que consiguió ser subcampeona mundial en pista cubierta en 2008.

## Carrera deportiva
En el Campeonato Mundial de Atletismo en Pista Cubierta de 2008 ganó la medalla de plata en los 60 metros, llegando a meta en un tiempo de 7.08 segundos que fue récord nacional británico, tras la estadounidense Angela Williams (oro con 7.06 segundos) y por delante de la virgeniana británica Tahesia Harrigan.